# Bitka pri Angrivarskem zidu
Bitka pri Angrivarskem zidu  se je odvijala blizu "Porta Westfalica (soteska)" v Germaniji leta 16 n. št. med rimskim generalom Germanikom in zavezništvom germanskih plemen pod poveljstvom Arminija. Ta bitka je sledila takoj po bitki pri Idistavisu in naj bi jo sprožilo germansko ogorčenje zaradi trofeje, ki so jo Rimljani postavili na tem prejšnjem bojišču.
To je bila zadnja bitka triletnega serije pohodov Germanika v Germaniji. Po Tacitu je bila bitka zmaga za Rimljane. Germanik, ki je bil zdaj v zimskih bivališčih na drugi strani Rena, je želel spomladi obnoviti osvajanje, a ga je Tiberij, takratni rimski cesar, odpoklical v Rim. Pravzaprav je ta zadnja akcija privedla do umika rimskih čet z ozemelj Germanije vzhodno od reke Ren, kar je trajalo praktično vse do propada rimskega cesarstva.

## Ozadje
Germanski poglavar Arminij je imel ključno vlogo pri organizaciji bitke v Tevtoburškem gozdu, v kateri so tri rimske legije, ki so se premikale proti zahodu v zimske bivališča, v globokih gozdovih zahodne Germanije napadle in uničile zavezniške germanske sile. Ta poraz je pestil rimsko zavest, maščevanje in nevtralizacija grožnje Arminiusa pa sta bila spodbuda za Germanikov pohod. Leto pred bitko, leta 15 n. št., je Germanik pod Arminijevim poveljstvom odkorakal proti Hatom in nato proti Heruskom. Med to kampanjo so Rimljani napredovali vzdolž območja Tevtoburškega gozda, kjer so bile legije pobite in pokopali kosti rimskih vojakov, ki so še vedno ležale tam. Najden je bil tudi rimski legijski orel "Aquila" uničene devetnajste legije.
Germanska plemena so se na splošno izogibala večjim odprtim bojem, toda z večkratnimi rimskimi vdori globoko na germansko ozemlje je Germaniku uspelo prisiliti Arminija, ki je bil na čelu velike, a razdvojene koalicije, k odgovoru. Rimljani so skupaj s Havki, ki so se borili za Rimljane kot pomožne enote, premagali zavezniške germanske sile in jim zadali velike izgube.

## Nasprotujoče si sile
Pred bitko pri Idistavisu, ki se je zgodila nekaj dni ali tednov prej, je imel Germanik osem legij s pomožnimi četami: med njimi so bili po Tacitovih besedah germanski zavezniki, kot so Batavi (predvsem kot konjenica), germanske enote, kot so Havki in keltske enote, kot so  Retijci, Vindeliki in Galci. Poleg tega so bili omenjeni tudi lokostrelci in konjeniški lokostrelci. Velikost zavezniških kontingentov ni znana, vendar je bila morda precejšnja. Hans Delbrück za skupno število vojakov pohodne vojske v 16. letu predvideva "najmanj 50.000". Klaus-Peter Johne navaja 80.000. Wolfgang Jungandreas je izrecno postavil 100.000 mož previsoko za bitko pri Angrivarskem zidu.
Še težje je ugotoviti število vojakov, ki so jih imeli na voljo Heruski pod Arminijem. Na splošno se zdi, da je bila koalicija močnejša kot prejšnje leto. V bistvu so bili zavezniki Heruskov plemena, ki so bila udeležena v bitki v Tevtoburškem gozdu leta 9 n. št. Vojaške operacije Germanika so bile usmerjene zlasti proti njim. Zato lahko domnevamo, da so Brukteri in Marsi pripadali koaliciji. Poleg tega so med zaveznike prišteti še Usipete, Tenkterje in Tubanti.
Skupaj s Heruski in Angrivari spadajo Hati med tri plemena, ki jih Tacit še posebej poudarja v svojem poročilu o zmagoslavnem pohodu Germanika leta 17 n. št.:
Germanik Cezar je praznoval svojo zmago nad Heruski, Hati in Angrivari ter drugimi plemeni, ki segajo vse do Labe.
Ni jasno ali in kako so se Hati poleti 16 n. št. pridružili Arminijevemu zavezništvu. Zaradi rivalstva s Heruski so se morda udeležili bojev, tako da so delovali samostojno. Če izračunamo število bojevnikov v koaliciji z uporabo podatkov, ki jih je Günter Stangl posredoval za posamezna plemena, dobimo od 40.000 do približno 75.000 mož.

## Posledice
Bitki pri Idistavisu in Angrivarskem zidu sta se za rimsko vojsko končali pozitivno; legije Vara uničene v Tevtoburgu so bile maščevane, Germaniku pa je uspelo dobiti nazaj tudi dva od treh orlov, ki so jih Rimljani izgubili v porazu, vendar Germanikov pohod v resnici ni prinesel odločilnih rezultatov. Tacit grenko trdi, da je ljubosumni Tiberij odpoklical Germanika, ker se je počutil ogroženega zaradi morebitnega porasta njegove politične privlačnosti zaradi uspehov pri maščevanju Tevtoburga. Po drugih mnenjih Germanik kljub svojim zmagam ni mogel trajno ostati vzhodno od Rena; poleg tega je njegova flota utrpela velike izgube v nevihti.
Tiberij je menil, da je nesmiselno in potratno ponovno poskusiti osvojiti Germanija do reke Labe, zato je Germanika odpoklical; cesar je tudi verjel, da bodo notranji spori med germanskimi ljudstvi bolje zaščitili celovitost cesarskih meja na Renu kot dolga in draga osvajalna vojna.